# Sitzendorf an der Schmida
Sitzendorf an der Schmida osztrák mezőváros Alsó-Ausztria Hollabrunni járásában. 2022 januárjában 2163 lakosa volt. 

## Elhelyezkedése

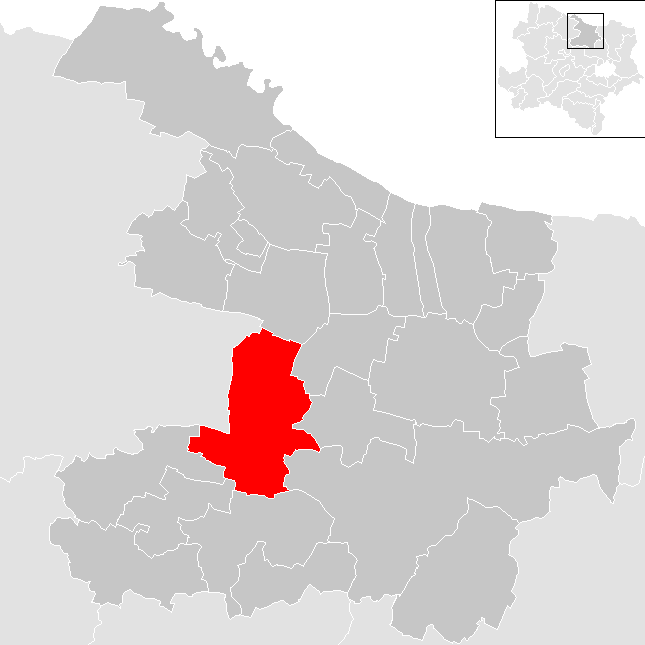
Sitzendorf an der Schmida a Hollabrunni járásban

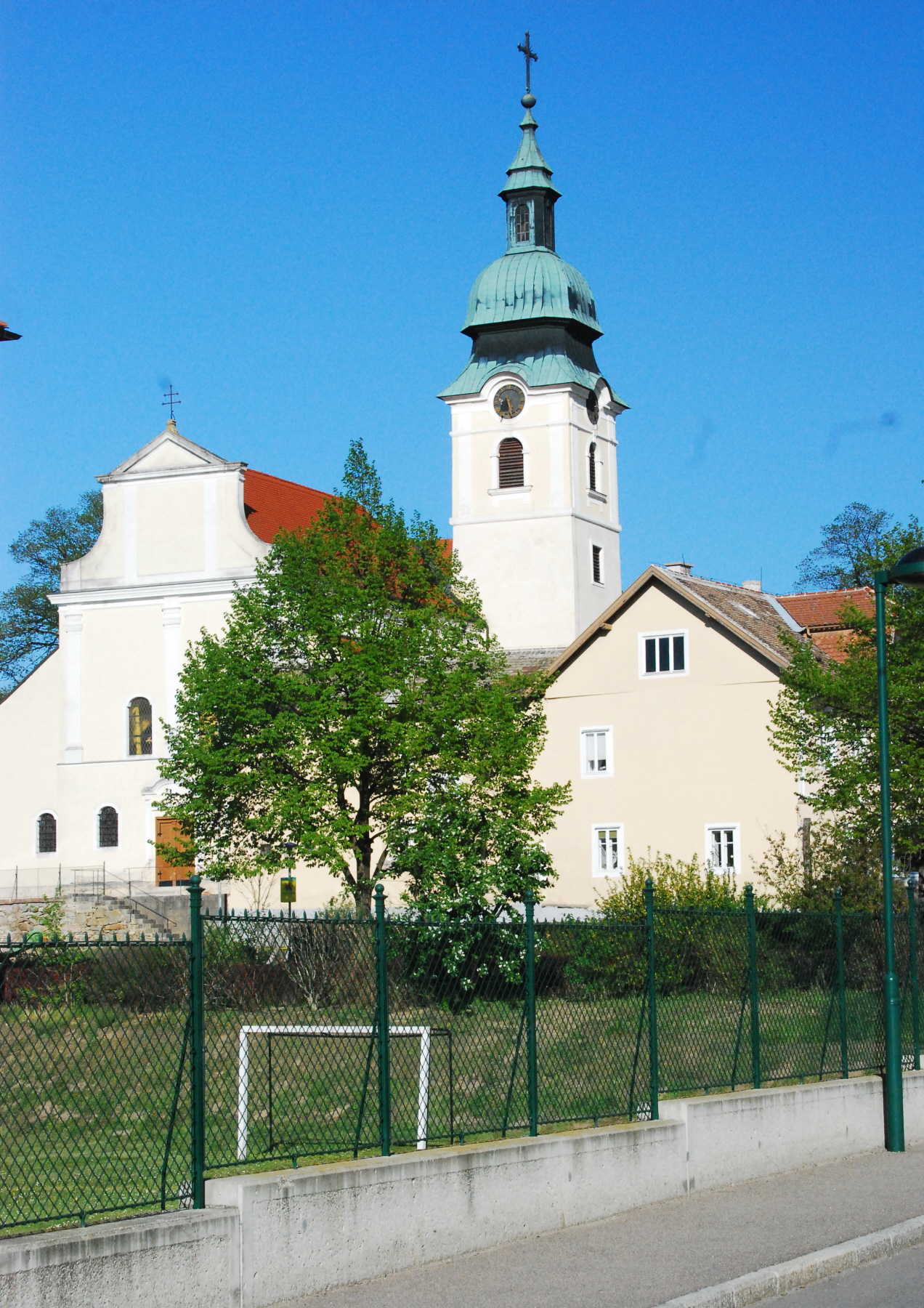
A Szt. Márton-plébániatemplom

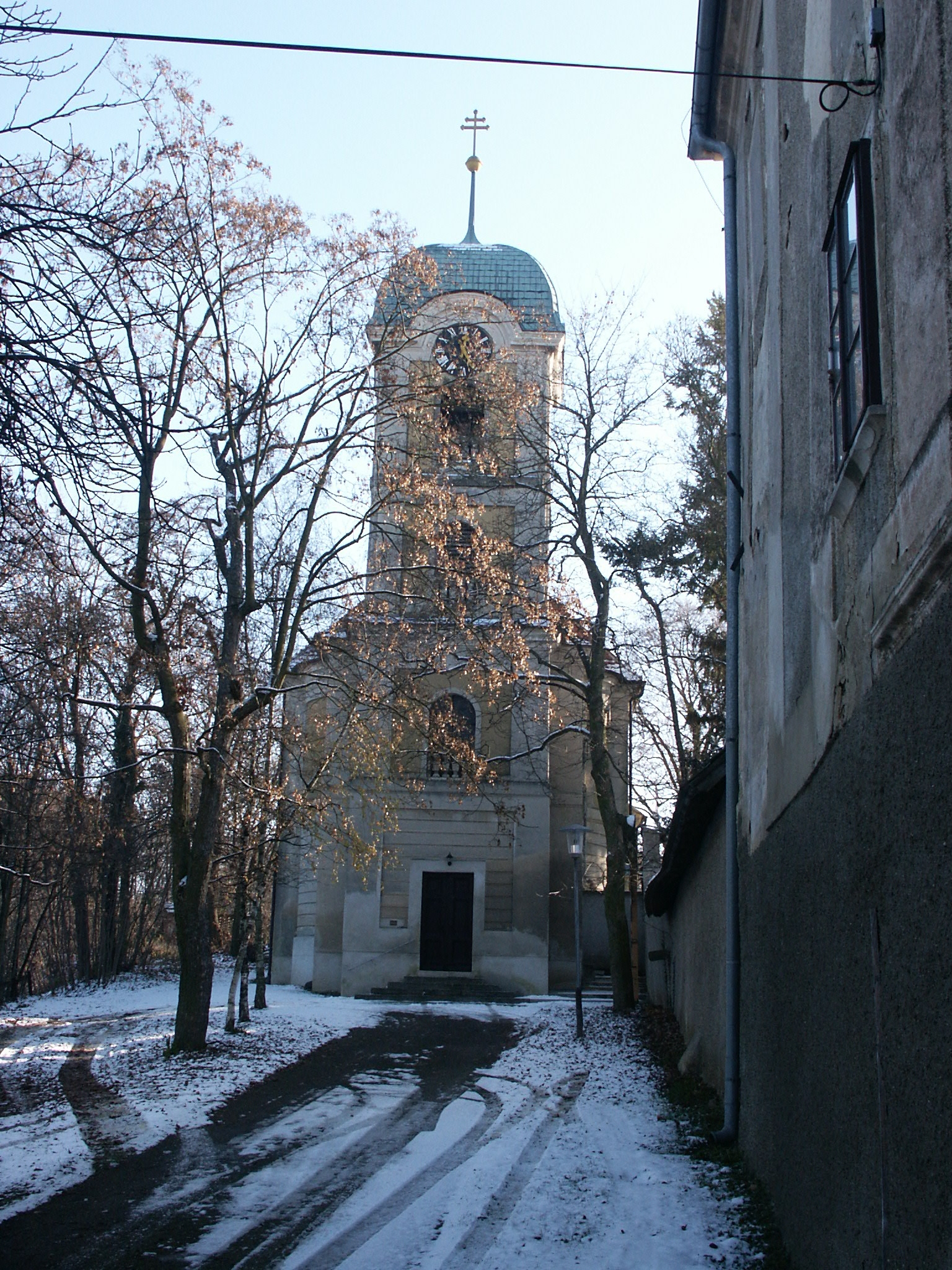
A Szt. Péter és Pál-plébániatemplom

Sitzendorf an der Schmida a tartomány Weinviertel régiójában fekszik a Schmida folyó mentén. Területének 7,2%-a erdő, 4,4% szőlő, 80,9% áll egyéb mezőgazdasági művelés alatt. Az önkormányzat 9 települést egyesít: Braunsdorf (169 lakos 2022-ben), Frauendorf an der Schmida (304), Goggendorf (220), Kleinkirchberg (93), Niederschleinz (296), Pranhartsberg (51), Roseldorf (293), Sitzendorf an der Schmida (652) és Sitzenhart (85).
A környező önkormányzatok: északra Zellerndorf, északkeletre Guntersdorf, keletre Grabern, délkeletre Hollabrunn, délre Ziersdorf, délnyugatra Maissau és Ravelsbach, nyugatra Straning-Grafenberg, északnyugatra Eggenburg és Röschitz. 	

## Története
Sitzendorfot V. Sieghard von Chiemgau gróf alapította 1020 körül. A települést róla (Sicco vagy Sizzo néven is említik) nevezték el. Írott forrásokban először 1141-ben fordul elő. A Krems és Znojmo közötti útvonalon fekvő falu jól prosperált a kereskedelemből és jelentős volt bortermelése is. A 12. században a Kuenring főúri nemzetségé lett, akik hűbéres lovagjaiknak adták ki Sitzendorfot. Egyházközségét 1803-ig a bajorországi baumburgi apátság felügyelte. 1545-ben már mezővárosként említik. A 16. században akkori urai, a Roggendorfok protestáns hitre tértek, prédikátorokat hozattak és protestáns iskolát alapítottak. 1614-ben más ispotálya is volt a mezővárosnak. A harmincéves háború során a svédek kifosztották. A lakosság nagy része még a 17. század közepén is Luther hitét követte. 1681-ben Gundacker von Dietrichstein szerezte meg Sitzendorfot és övék is maradt a feudális rendszer 1848-as felszámolásáig. 
A romos kastélyt 1745-ben lebontották és 1765-ben egy kisebb épületet kezdtek felhúzni, ám az befejezetlen maradt. 1876-ban az önkormányzat vásárolta meg az épületet és elemi iskolát, 1939-től középiskolát működtettek benne. A napóleoni háborúk során 1809-ben a franciák ostromolták Sitzendorfot és egy kisebb összecsapásban hét francia elesett. 

## Lakosság
A Sitzendorf an der Schmida-i önkormányzat területén 2022 januárjában 2163 fő élt. A lakosságszám 1900-ban érte el a csúcspontját 4388 fővel, utána hosszas csökkenés után az utóbbi évtizedekben stabilizálódott. 2020-ban az ittlakók 96,6%-a volt osztrák állampolgár; a külföldiek közül 0,8% a régi (2004 előtti), 1,2% az új EU-tagállamokból érkezett. 1% az egykori Jugoszlávia (Szlovénia és Horvátország nélkül) vagy Törökország, 0,3% egyéb országok polgára volt. 2001-ben a lakosok 92,9%-a római katolikusnak, 4,2% pedig felekezeten kívülinek vallotta magát. Ugyanekkor egy magyar élt a mezővárosban; a legnagyobb nemzetiségi csoportot a németek (97,4%) mellett a csehek alkották 0,8%-kal.
A népesség változása:

| 2016 | 2 148 |
| 2018 | 2 162 |

## Látnivalók
- a braunsdorfi kastély
- a sitzendorfi Szt. Márton-plébániatemplom
- a braunsdorfi Szt. Péter és Pál-plébániatemplom
- a frauendorfi Szt. István-plébániatemplom
- a niederschleinzi Szt. Lőrinc-plébániatemplom

## Fordítás
- Ez a szócikk részben vagy egészben  a   Sitzendorf an der Schmida című német Wikipédia-szócikk ezen változatának fordításán alapul.  Az eredeti cikk szerkesztőit annak laptörténete sorolja fel. Ez a jelzés csupán a megfogalmazás eredetét és a szerzői jogokat jelzi, nem szolgál a cikkben szereplő információk forrásmegjelöléseként.